# Isabelle Hittorff
Jeanne Élisabeth Hittorff, dite Isabelle Hittorff, née le 5 avril 1832 à Paris, où elle est morte le 16 mars 1889, est principalement connue comme la fille de l'architecte français Jacques Hittorff et l'épouse du paléontologue français Albert Gaudry.

## Rapport à l'art et l'archéologie
Son père, Jacques Hittorff, nommé architecte des Menus-Plaisirs du roi en 1818, part en 1823 en Sicile pour étudier les vestiges des monuments grecs et s'initie à l'archéologie en amateur. À son retour en France, en 1824, il épouse Rose Lepère. Quelques années plus tard, en 1832, naît Isabelle, leur second enfant. Celle-ci grandit dans un environnement baigné par l'histoire, les arts et les sciences. D'ailleurs, elle constituera un certain nombre d'archives pour le compte de son père.
En 1853, le peintre Hippolyte Flandrin réalise son portrait et, en 1864, c'est Jean-Auguste Ingres, un ami et collaborateur de son père, qui fait d'elle plusieurs dessins et un portrait à l'huile, exposé au musée de Grenoble.
Entre-temps, vers 1855, elle épouse le tout jeune paléontologue Albert Gaudry ; et même si le rôle exact qu'elle a tenu à ses côtés n'est pas exactement connu, quelques textes confirment sa présence et le soutien qu'elle lui a apporté.
En septembre 1859, par exemple, le duo que formaient Albert et Isabelle se partageait la direction du chantier de fouilles de Saint-Acheul, alors le premier site français voué à l'étude du Paléolithique ancien, afin de s'assurer que les ouvriers, non qualifiés aux méthodes archéologiques, ne faussent les données.